# Río Zahuapan
El río Zahuapan es un río que nace en el estado de Tlaxcala, en el centro de México, y forma parte de la cuenca alta del río Atoyac, en la región hidrológica del Balsas. Tiene sus fuentes en la sierra de Tlaxco, al norte del estado, y atraviesa la entidad de norte a sur, hacia el estado de Puebla, donde desemboca finalmente en el río Atoyac.
La palabra Zahuapan proviene de la lengua náhuatl que significa "Agua que cura los granos".

## Historia
En 1520, el Zahuapan fue el escenario donde se construyeron unos bergantines que sirvieron en la Conquista de México-Tenochtitlan.

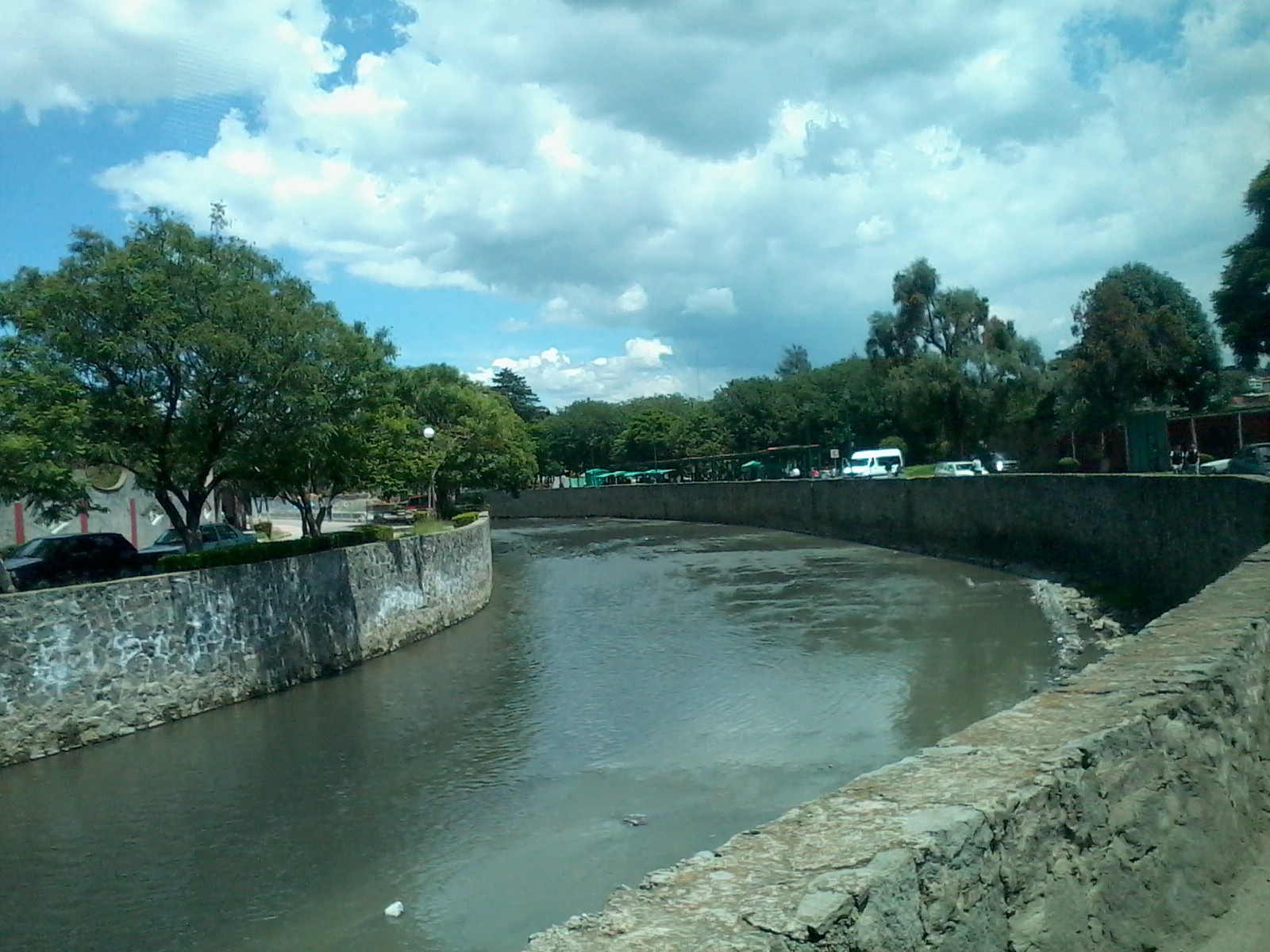
Rio Zahuapan pasando por Tlaxcala de Xicohténcatl.

## Contaminación ambiental
Como otros ríos de la cuenca alta del Atoyac, el Zahuapan presenta un gran problema ambiental. La sobreexplotación de su caudal  propósito de abastecer a una de las mayores concentraciones urbanas de México, aunada a la gran actividad industrial del Valle Poblano-Tlaxcalteca, han puesto en peligro los ecosistemas asociados al río. En 2003, se calculaba que el Zahuapan recibía cerca de 32,5 millones de m³ de aguas negras, provenientes de Apizaco y la zona metropolitana de Tlaxcala de Xicohténcatl y sus alrededores.